# World (canal de televisão)
World é um canal educativo estadunidense sobre ciência, notícias, e documentários.